# Merlieux-et-Fouquerolles
Merlieux-et-Fouquerolles ist eine französische Gemeinde mit 255 Einwohnern (Stand 1. Januar 2022) im Département Aisne in der Region Hauts-de-France; sie gehört zum Arrondissement Laon und zum Kanton Laon-1.

## Geografie
Die Gemeinde Merlieux-et-Fouquerolles liegt 14 Kilometer südwestlich von Laon. Am Südrand der Gemeinde fließt die Ailette, begleitet vom Oise-Aisne-Kanal. Nachbargemeinden von Merlieux-et-Fouquerolles sind Faucoucourt im Norden, Montbavin im Nordosten, Chaillevois im Südosten, Vaudesson und Chavignon im Süden, Pinon im Südwesten sowie Lizy im Westen.

## Bevölkerungsentwicklung
| Jahr                       | 1962 | 1968 | 1975 | 1982 | 1990 | 1999 | 2011 | 2022 |
| Einwohner                  | 155  | 127  | 133  | 171  | 185  | 218  | 280  | 255  |
| Quellen: Cassini und INSEE |      |      |      |      |      |      |      |      |

## Sehenswürdigkeiten

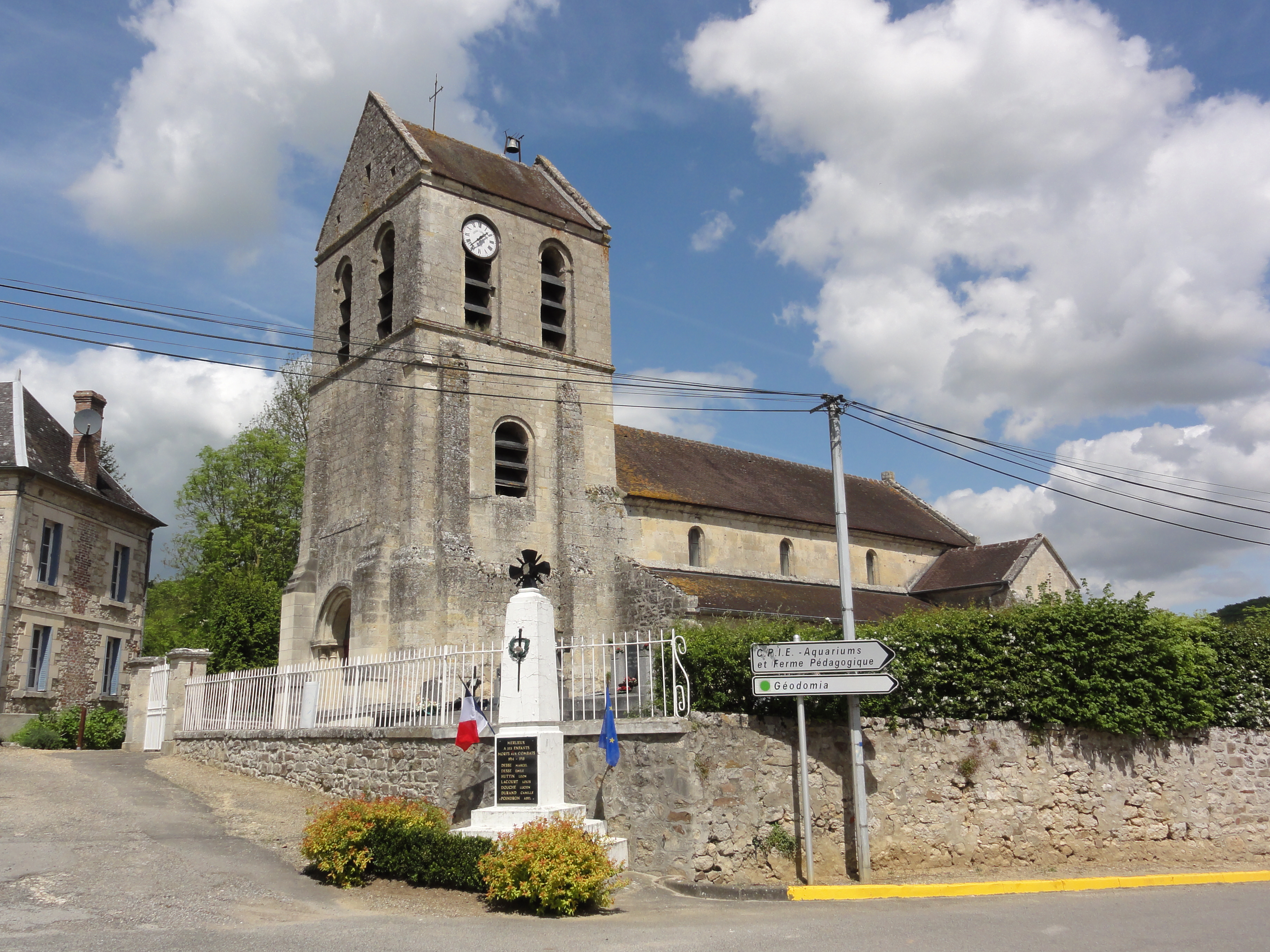
Kirche Sainte-Geneviève
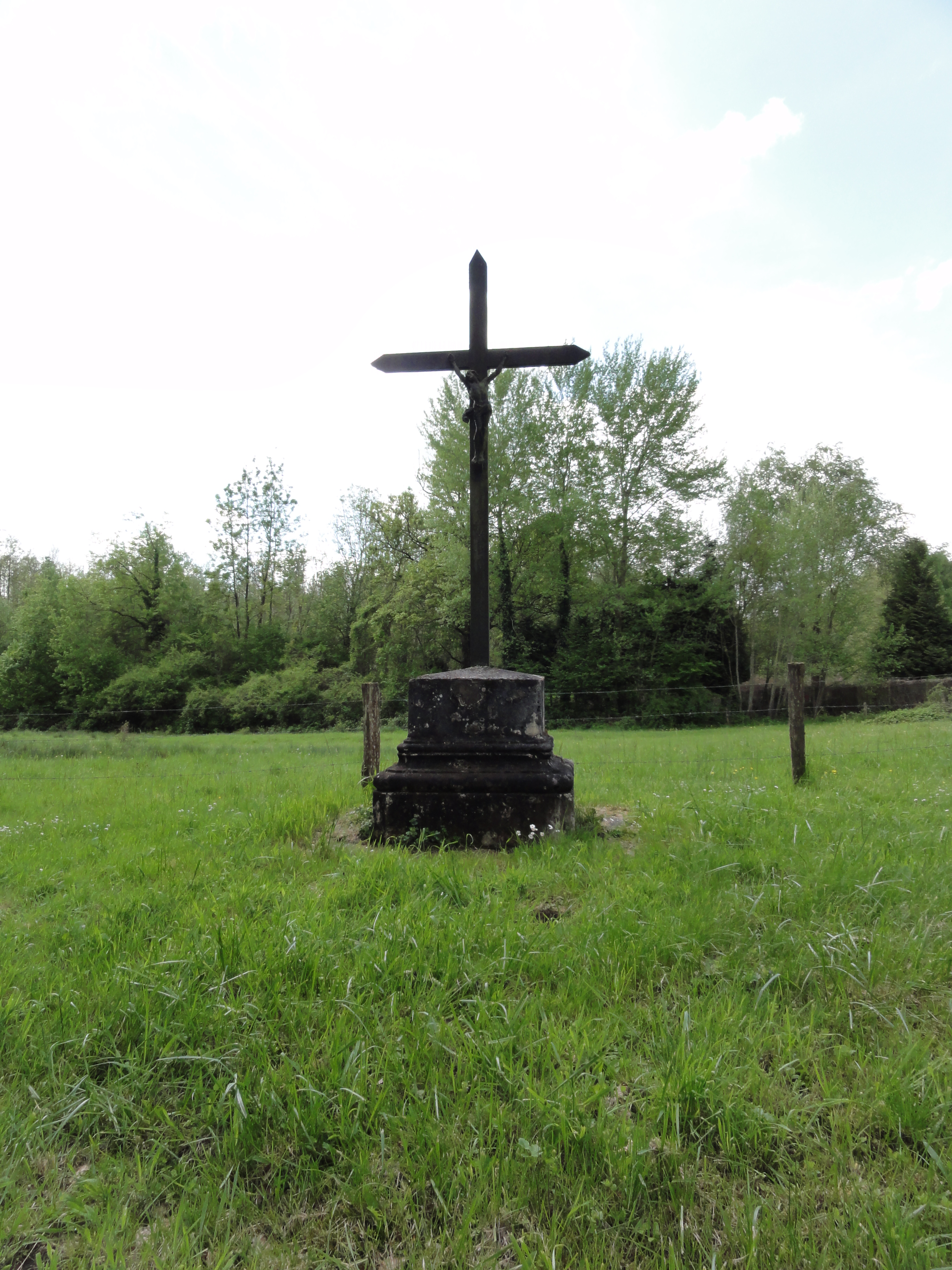
Wegkreuz
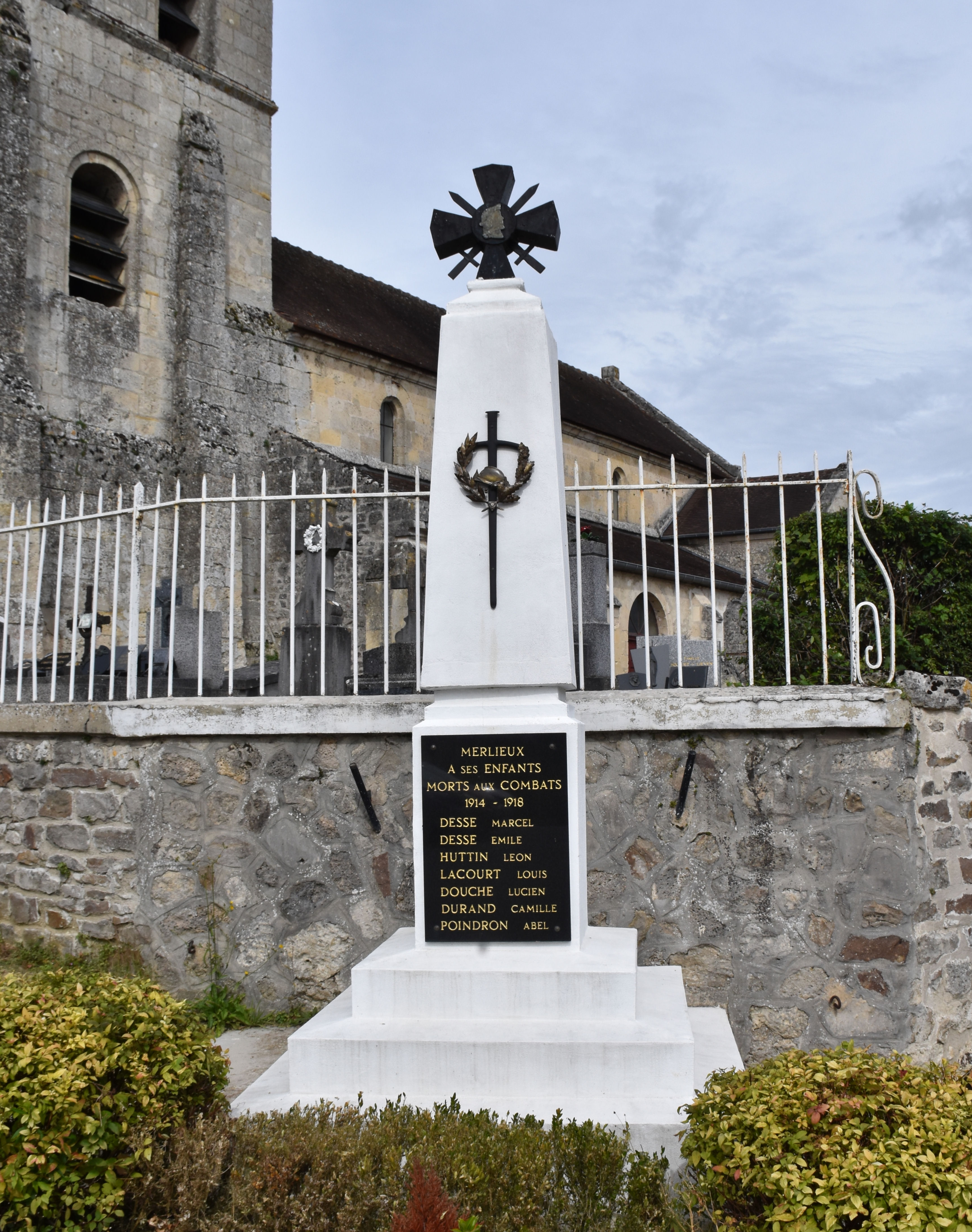
Gefallenendenkmal

- Lavoir

- Kirche Sainte-Geneviève
- Wegkreuz
- Gefallenendenkmal